# Walheim, Haut-Rhin
Walheim är en kommun i departementet Haut-Rhin i regionen Grand Est (tidigare regionen Alsace) i nordöstra Frankrike. Kommunen ligger i kantonen Altkirch som tillhör arrondissementet Altkirch. År 2022 hade Walheim 888 invånare.

## Befolkningsutveckling
Antalet invånare i kommunen Walheim
| Referens: INSEE |